# Daria Váskina
Daria Andréyevna Váskina –en ruso, Дарья Андреевна Васькина– (Moscú, 30 de julio de 2002) es una deportista rusa que compite en natación. Ganó una medalla de bronce en el Campeonato Mundial de Natación de 2019, en la prueba de 50 m espalda.

## Palmarés internacional
| Campeonato Mundial | Campeonato Mundial      | Campeonato Mundial | Campeonato Mundial |
| Año                | Lugar                   | Medalla            | Prueba             |
| ------------------ | ----------------------- | ------------------ | ------------------ |
| 2019               | Gwangju (Corea del Sur) | Medalla de bronce  | 50 m espalda       |